# 영산초등학교 (경남)
영산초등학교는 대한민국 경상남도 창녕군에 있는 공립 초등학교이다.

## 학교 연혁
- 1908년 4월 15일 사립 경명학교 개교
- 1913년 3월 23일 영산공립보통학교 인가
- 1938년 4월 1일 영산남공립심상소학교로 개칭
- 1941년 4월 1일 영산남공립국민학교로 개칭
- 1946년 5월 20일 영산국민학교로 개칭
- 1996년 3월 1일 영산초등학교로 개칭
- 2019년 3월 1일 제39대 김향숙 교장 부임
- 2020년 1월 9일 제106회 졸업(졸업생 총 수 : 11,666명)

## 소장 문화재
창녕 보림사지 삼층석탑은 보림사에 있었던 3층 석탑으로, 절은 임진왜란 때 불 타 없어지고 탑만 빈터에 그대로 방치, 훼손되어 오던 것을, 1915년 영산초등학교로 옮겼다가 1927년 학교를 지금의 자리로 옮겨 오면서 함께 옮겨 세웠다. 형태는 기단(基壇)위에 탑신(塔身)의 1층 몸돌과 지붕돌 3개를 올리고 있는 상태로, 2·3층의 몸돌은 사라지고 없다.
통일신라의 일반적인 석탑양식을 따르고 있으며, 탑을 다듬은 솜씨로 보아 통일신라 후기에 세운 것으로 추정된다. 1997년 12월 31일 경상남도의 문화재자료 제246호로 지정되었다.

## 참고 자료
- 영산초등학교 - 한국교육학술정보원 학교알리미